# 20004 Audrey-Lucienne
20004 Audrey-Lucienne è un asteroide della fascia principale. Scoperto nel 1991, presenta un'orbita caratterizzata da un semiasse maggiore pari a 2,2622731 UA e da un'eccentricità di 0,0963676, inclinata di 9,83738° rispetto all'eclittica.